# 優雅 (日本の歌手)
優雅（ゆうが、1月8日 - ）は、ハウステンボス歌劇団の雅（ブルーローズ）に所属している男役トップスター、ハウステンボス歌劇団劇団理事。元宝塚歌劇団月組男役。宝塚歌劇団時代の芸名は研 ルイス（けん ルイス）。

## 来歴・人物
福岡県福岡市西区出身、文化女子大学附属杉並高等学校出身。宝塚歌劇団時代の愛称は「ルイス」。身長170cm。O型。
1994年に宝塚音楽学校に入学。掃除分担は講堂掃除、玄関。1996年、宝塚歌劇団入団。入団時の成績は23番。82期生。芸名は家族で考案。月組に配属される。
2008年、第5回イゾラベッラサロンコンサートを開催。2009年7月より、憧花ゆりのと共にTAKARAZUKA SKY STAGE第3期スカイ・レポーターズを務めた。
2011年5月29日、月組 東京宝塚劇場公演千秋楽の公演を以て宝塚歌劇団を退団。
2011年11月11日、芸名を本名でもある「優雅（ゆうが）」に改め、シンガーソングライターとして活動を開始した。
2013年7月より、ハウステンボス歌劇団立ち上げメンバーとして所属。男役トップスターとして、OSK日本歌劇団出身の伊織はやととともに、公演で主演を務めた。
2014年7月、「チーム光（ひかり）」「チーム花（はな）」の2チーム制が導入され、チーム光の男役トップに就任。
2017年、 ハウステンボス歌劇団劇団理事に就任。自身が率いる新しいセクション「ブルーローズ」に移籍。
以降はブルーローズの男役トップスターとして各チームの公演に特別出演するほか、若手の指導役として後進の育成にも力を注いでいる。

## 宝塚歌劇団時代の主な舞台

### 音楽学校～組配属以前
- 1995年12月、宝塚音楽学校文化祭、オムニバスミュージカル「愛のラプソディ」
- 1996年3 - 5月、月組「CAN-CAN/マンハッタン不夜城」（宝塚大劇場）初舞台[注釈 3][6]

### 月組時代
- 1996年7月、「CAN-CAN/マンハッタン不夜城」（東京宝塚劇場）[6]
- 1996年9 - 11月、「チェーザレ・ボルジア -野望の軌跡-/プレスティージュ」
- 1996年12 - 1997年4月、「バロンの末裔/グランド・ベル・フォリー」
- 1997年6 - 11月、「EL DORADO」
- 1997年12月、「ワン・モア・タイム」（宝塚バウホール）
- 1998年1 - 7月、「WEST SIDE STORY」[6]
- 1998年8月・1999年7月、「ブエノスアイレスの風」（シアタードラマシティ・神戸国際会館・日本青年館）
- 1998年9 - 1999年2月、「黒い瞳/ル・ボレロ・ルージュ」
- 1998年11 - 12月、「シンデレラ・ロック」（宝塚バウホール）
- 1999年3 - 4月、から騒ぎ」（宝塚バウホール）
- 1999年5 - 9月、「螺旋のオルフェ/ノバ・ボサ・ノバ」
- 1999年12 - 2001年3月、「プロヴァンスの碧い空」（シアタードラマシティ・ルテアトル銀座）
- 2000年2 - 8月、「LUNA-月の伝言-/BLUE MOON BLUE」
- 2000年9 - 11月、「ゼンダ城の虜/ジャズマニア」（宝塚大劇場のみ）
- 2001年1 - 2月、「いますみれ花咲く/愛のソナタ」（東京宝塚劇場のみ）
- 2001年5 - 7月、「愛のソナタ/ESP!!」（宝塚大劇場のみ）
- 2001年8 - 11月、「大海賊 -復讐のカリブ海-/ジャズマニア」
- 2002年1 - 5月、「ガイズ&ドールズ」
- 2002年6 - 7月、「サラン 愛/ジャズマニア」（全国ツアー）
- 2002年8 - 12月、「長い春の果てに/With a Song in my Heart」
- 2003年2月、「長い春の果てに/With a Song in my Heart」（中日劇場）
- 2003年4 - 8月、「花の宝塚風土記/シニョール ドン・ファン」
- 2003年11 - 2004年3月、「薔薇の封印 -ヴァンパイア・レクイエム-」
- 2004年4 - 5月、「ジャワの踊り子」（全国ツアー）
- 2004年6 - 10月、「飛鳥夕映え－蘇我入鹿－/タカラヅカ絢爛II」
- 2004年12月、彩輝直バウ・パフォーマンス「熱帯夜話－眠れない夜に…－」（宝塚バウホール・ル・テアトル銀座）
- 2005年2 - 5月、「エリザベート -愛と死の輪舞-」黒天使
- 2005年9 - 12月、「JAZZYな妖精たち/REVUE OF DREAMS」
- 2006年2月、「想夫恋」 - 平時忠（宝塚バウホール）
- 2006年5 - 8月、「暁のローマ/レ・ビジュー・ブリアン」 - キンベル [5]
- 2006年10月、「オクラホマ!」（日生劇場） - アリ・ハキム [5]
- 2007年1 - 4月、「パリの空よりも高く/ファンシー・ダンス」 - メルトーユ
- 2007年5 - 6月、「ダル・レークの恋」 - ジャスビル（全国ツアー）
- 2007年8 - 11月、「MAHOROBA－遥か彼方YAMATO－/マジシャンの憂鬱」
- 2008年3 - 7月、「ME AND MY GIRL」 - 警官
- 2008年8月、「ME AND MY GIRL」（博多座） - ヘザーセット [5]
- 2008年11 - 2009年2月、「夢の浮橋/Apasionado!!」 - 上野の親王
- 2009年3月、「二人の貴公子」（宝塚バウホール） - 牢番
- 2009年5 - 8月、「エリザベート -愛と死の輪舞-」 - グリュンネ
- 2009年10 - 12月、「ラストプレイ/Heat on Beat!」 - グレゴリ
- 2010年2月、「HAMLET!!」（バウホール・日本青年館） - 先王の亡霊 [5]
- 2010年4 - 7月、「THE SCARLET PIMPERNEL」 - サン・シール侯爵
- 2010年9 - 11月、「ジプシー男爵/Rhapsodic Moon」 - 船頭
- 2010年12 - 2011年1月、「STUDIO 54」（ドラマシティ・日本青年館） - ボリス･アシュレイ [5][6]
- 2011年3 - 5月、「バラの国の王子/ONE－私が愛したものは…－」 - 家臣（ジャガー）　＊退団公演

### 主なイベント
- 1997年9月、「歌劇誌「花の道より」300回記念チャリティスペシャル「タカラヅカ・フォーエバー」」
- 2001年7月、第3回TCAミュージックサロン「エンカレッジコンサート」
- 2008年9 - 10月、紫吹淳コンサート「Lica-Rika/L.R」[5]
- 2006年3月、TCAミュージックサロン「エンカレッジコンサート」
- 2008年9月、イゾラベッラ　サロンコンサート（第5回 研ルイス）

## 宝塚歌劇団退団後の主な活動
- 2011年10月、「研ルイス サロンコンサート」
- 2012年11月、「優雅さんと行く東京タワー＆マザー牧場の旅」
- 2012年11月、オリジナルCD『ONE LOVE』発売
- 2013年3月、 東京メルパルク ディナーショー
- 2013年6月、「宝塚ファミリーショー」宝塚夢のクロニクロ出演
- 2013年6月、「Riding on the wings of Love 」京都ディナーショー

## ハウステンボス歌劇団の主な出演
- 2013年7月、ハウステンボス歌劇団立ち上げメンバーとして所属[9]。
- 2013年7 - 8月、初公演「夢を追う妖精」主演[注釈 4]
- 2013年9 - 2014年1月、「花に舞う妖精たち」主演[注釈 4]
- 2014年1月、「MuseHall」杮落とし公演 [19]
- 2014年1 - 4月、「今様 Konyou ～祝い舞～」[注釈 5]「Love Emotion」[20]
- 2014年4 - 7月、「花のコンチェルト」[21]

### チーム光・チームシャイン（光）トップスター時代
- 2014年7 - 11月、「Blue blue wind〜光へ〜」[13][22]
- 2014年11 - 2015年4月、「Magical Light★ファンタジー!」[23]
- 2015年4 - 9月、「魅惑のエキゾチカ」[24]
- 2015年9 - 2016年2月、「Espacio Passion～情熱の空間～」[25]
- 2016年2 - 6月、「LOVE WITH BUTTERFLY～あじさいの咲く頃に～」[26]
- 2016年6 - 8月、「第2弾!! 魅惑のエキゾチカ」（ハウステンボス・ラグーナテンボス）[27]
  - 2016年8 - 11月、（ラグーナテンボス）[28][29][30]
- 2016年11 - 2017年4月、「永遠の夢 〜Seize the day〜」[31]
- 2017年6月、大村公演「千年桜雅／The Revue」（シーハットおおむら）[32]

### ブルーローズ・雅（ブルーローズ）トップスター時代
- 2017年7 - 2018年2・4 - 6月、「千年桜雅」[33][34]
  - 2018年2 - 4月、（ラグーナテンボス）
- 2018年6月、大村公演「海を渡る月影」（シーハットおおむら）[35]
- 2018年7 - 12月、「海を渡る月影」（チーム光）[注釈 6][36]
  - 2018年12 - 2019年2月、（ラグーナテンボス）[37]
- 2018年12月、「優雅 with WING 心を込めて…Merry Christmas」（チーム翔）[38]
- 2019年4月、「世界の名作をレビューで…　レビュー 蝶々夫人 桜のなか 君想う／FRESH－輝き届ける今－」（COOL JAPAN PARK OSAKA）[39]
- 2019年4 - 6・7・9月、「カメレオンPROJECT」（チーム心）[注釈 7][40][41]
  - 2019年9 - 11月、（ラグーナテンボス）[注釈 8]
- 2019年6月、大村公演「The Revue 2019」（シーハットおおむら）[42]
- 2019年6 - 7・8 - 9・12 - 2020年1月、「フェスタ・ソーレ～太陽と風と愛のサンバ～」（チーム翔）[注釈 9][43][44]
  - 2020年7 - 9月、（ラグーナテンボス）[45]
- 2020年6 - 7月、福岡こけら落とし公演「祝いの舞 寿」「海のララバイ～愛を奏でるメロディー～／ショー・ハピネス」（チーム奏、歌劇・ザレビューシアター）特別出演[46]
- 2021年3 - 6月、「美しき黄金の泉／La vie en 薔薇（ローズ）」（チーム華、歌劇ザ・レビューシアター）[47]
- 2022年4 - 8月、「勇者伝説 情熱のエルマーノ／Dreamer ☆ Dreamer」（チーム輝、歌劇ザ・レビューシアター）[48][49]
- 2022年11 - 2023年2月、「めぐり逢い～心を繋ぐミュージック～／The Show Time＊華香水＊」（チーム華、歌劇ザ・レビューシアター）[50]
- 2023年8月、『“Eternal”10th anniversary ～新たな夢の世界へ～ ★L♡ve for you★』[51][52]
- 2023年11 - 2024年6月、「はばたけ！悠久の空高く」（チーム翔）[53]
- 2024年6 - 12月、「プルメリアの風～フェスタ・ソーレより～」（チーム奏）[注釈 10][54]
- 2024年9月、「めぐり逢い ～心を繋ぐミュージック～ 特別新人公演」（特別チーム）[55]

### 主な出演イベント
- 2013年7 - 2014年9月、「優雅ソロコンサート～愛の翼に乗って～」[56]
- 2013年10月、「宝塚ホテル」トークショー
- 2013年10月11日、ハウステンボス ガーデニングワールドカップフラワーショー2013 in JAPAN前夜祭
- 2013年11月、北九州市立美術館 ミュージアムコンサート
- 2013年12月、岐阜ディナーショー
- 2014年1 -、「優雅 Y&G コンサート」[57]
- 2014年4月、長崎県佐世保市 豪華客船「フォーレンダム」佐世保入港イベント特別公演 [58]
- 2014年4 - 5月、ハウステンボス バラ祭 セレモニ・バラ命名（すまいる優雅）[59][60]
- 2014年5月、ハウステンボス歌劇学院 入学式[61]
- 2014年7月13日、ハウステンボス歌劇団 1周年記念『Premium Show〜原点〜』[62]
- 2014年9月、ハウステンボス 九州一花火大会世界花火師競技会決勝 出演[63]
- 2014年10月、福岡県福岡市 第18回 RKBラジオまつり2014
- 2014年12月、長崎県佐世保市 佐世保警察署1日署長[63]
- 2014年12月、大阪府大阪市 大阪城3Dマッピングスーパーイルミネーションショー オープニングセレモニー 出演[63]
- 2014年12月、ハウステンボス　特別公演〜歌劇団と一緒にカウントダウンを迎えよう〜 出演
- 2014年1月、ハウステンボス お正月特別祝賀祭 出演
- 2015年1月、福岡県福岡市 イオンモール香椎浜 特別公演＆記念撮影会 主演
- 2015年2月、長崎県佐世保市 第24回文化講演会「歌で語る男役」主演
- 2015年3月、佐賀県鹿島市 第29回鹿島市みんなの集い記念公演 主演
- 2015年7月、HTB歌劇団2周年記念Premium Show 〜飛躍〜 公演[64]
- 2015年9月、佐世保市長崎県 聖和女子学院中学校・高等学校 第40回記念 学院祭 出演
- 2015年9月、西海国立公演指定60周年記念式典 主演 [63]
- 2015年10月、ハウステンボス 世界フラワーガーデンショー2015 プレミアムパーティー [63]
- 2015年12月、ハウステンボス歌劇団 Blue Rose Special Christmas Dinner Show 2015
- 2016年1月、ハウステンボス歌劇団 「お正月特別祝賀祭」～新チームトップお披露目公演～
- 2016年4月、チーム心（ハート）出陣式
- 2016年4月、ハウステンボス歌劇団 チーム心 こけら落し特別公演
- 2016年7月、ハウステンボス歌劇団 3周年記念『PremiumShow〜天開〜』

## ディスコグラフィー

### ミニアルバム
|     | 発売日       | タイトル | 規格品番  |
| --- | ------------ | -------- | --------- |
| 1st | 2013年2月4日 | ONE LOVE | YFMS-0001 |